# Лоэб-Пикар, Доминик-Фрэнс
Доминик-Франс Лоэб-Пикар (фр. Dominique-France Loeb-Picard; род. 23 ноября 1948) — бывшая жена Фуада II, бывшего короля Египта и Судана.

## Биография
Доминик-Франс Лоэб-Пикар родилась 23 ноября 1948 года в Париже, как дочь еврейско-альзасского археолога профессора Давида-Роберта Лоэба и его франко-швейцарской жены Поле-Мадлен Пикар.
В возрасте 29 лет, будучи студенткой Сорбонны, Доминик написала докторскую диссертацию о психологии женщин в «Тысяче и одной ночи».

## Брак и дети
Лоэб-Пикар познакомилась и начала встречаться со свергнутым королём Фуадом II; они заключили гражданский брак 16 апреля 1976 года в Париже, а затем религиозное венчание в Монако 5 октября 1977 года, Фадила выбрала в качестве свадебного головного убора турецкий яшмак, символизирующий её переход в религию мужа. Хотя она вышла замуж за Фуада II уже после того, как он лишился трона, монархисты по-прежнему называли ее Её Величеством королевой Египта Фадилой. У супругов было трое детей:
- Мухаммад Али, принц Саид (род. 5 февраля 1979), наследный принц. 30 августа 2013 года в Стамбуле женился на принцессе Ноаль Захир Шах, (род. 1978, Рим), дочери принца Мухаммада Дауда (род. 1949) и Фатимы Бегум, внучке последнего (5-го) короля Афганистана Захир-Шаха, 2 детей:
- Принцесса Фавзия-Латифа Египетская[англ.] (род. 12 февраля 1982), с 2019 года замужем за Сильвеном Жаном-Батистом Александром Рено, инженером-электроником, 2 детей:
- Принц Фахруддин Египетский (род. 25 августа 1987)

Брак закончился разводом супружеской четы в 1996 году.